# Nová Ves (Lounyi járás)
Nová Ves település Csehországban, Lounyi járásban. Nová Ves Smolnice, Vinařice, Hříškov és Brodec településekkel határos. Lakosainak száma 126 fő (2024. január 1.).

## Népesség
A település lakosságának változását az alábbi diagram mutatja:
| Lakosok száma | 286  | 293  | 313  | 188  | 122  | 104  | 118  | 123  | 118  | 126  |
|               | 1869 | 1890 | 1921 | 1950 | 1980 | 2001 | 2017 | 2019 | 2022 | 2024 |